# 2-я армия (Германская империя)
Не следует путать с 2-й немецкой армией во Второй мировой войне
2-я армия (нем. 2. Armee) — оперативное объединение германской армии, принимавшая участие в Первой мировой войне.
С началом войны 2-я армия воевала на Западном фронте, подразделения армии участвовали в боях за бельгийскую крепость Намюр. В Пограничном сражении 2-я армия одержала победу над 5-й французской армией. Также части 2-й армии одержали победу над союзниками битве при Сен-Кантене. После установления позиционного фронта, части 2-й армии участвовали в боях на Сомме, сражении при Камбре и Амьенской битве.

## Боевой путь
2 августа 1914 года Карл фон Бюлов назначен командующим 2-й армии, в составе семи корпусов (в их числе были Гвардейский корпус и Гвардейский резервный корпус) и двух ландверных бригад, всего 260 000 человек и 848 орудий. Армия была развёрнута на Западном фронте на южном участве германско-бельгийской границы. В соответствии с германским планом Шлиффена армии Бюлова предназначалась одна из ведущих ролей на направлении главного удара против французских войск. В начале войны три армейских корпуса 2-й армии входили в состав так называемой "Льежской армии" - оперативного объединения германской армии, предназначенного для штурма Льежа. "Льежской армией" командовал генерал Эммих, после взятия крепости она была расформирована. В Пограничном сражении войска 2-й армии отбросили противостоящие им части бельгийской армии и захватили переправы через реку Маас, обеспечив прорыв в центральную Бельгию. В дальнейшем Бюлов продолжил наступление к французской границе, атаковав выдвигавшуюся ему настречу французскую 5-ю армию и одержав победу в встречном сражении у Шарлеруа 21-25 августа. Быстро продвигаясь по северной Франции, армия Бюлова заняла Реймс и форсировала реку Марна. За успешные действия в первые недели войны Бюлов приобрёл славу «покорителя Бельгии». На протяжении борьбы за Бельгию в подчинении Бюлова находилась и 1-я армия фон Клюка, вынужденная согласовывать с ним свои действия.
В Битве на Марне Бюлов использовал основные силы своей армии в попытки прорвать расположение французских сил в районе Сен-Гондских болот, это потребовало концентрации немецких корпусов, что явилось одной из причин возникновения почти 50-километрового разрыва в линии фронта  между левым флангом  соседней 1-й армии и на правым флангом 2-й армии. Именно в него начала наступление 5-я французская армия, которой удалось взять реванш за поражение. Несмотря на тактические успехи 9 сентября на левом фланге, французское наступление заставило Бюлова начать отвод корпусов правого фланга. Со своей стороны, союзное командование ввело в бой на участке прорыва также Британские экспедиционные силы. В этой ситуации Бюлов не стал возражать, когда была высказана идея отвода германских войск за Марну и к 13 сентября отвёл свои войска до 50 километров в северном направлении.
В середине сентября 1914 года в битве на Эне совместно с 1-й армией отразил англо-французское наступление. С 29 сентября по 9 октября 1914 года принимал участие в сражении в районе Арраса. 27 января 1915 года был произведён в генерал-фельдмаршалы.
4 апреля 1915 года по болезни был снят с поста командующего армией и в тот же день награждён орденом «Pour le Mérite». Был переведён в распоряжение Верховного Главнокомандования
26 марта 1918 года 5-я английская армия отходила к морю, 6-я французская к Парижу. На стыке этих армий образовался разрыв до 15 км. Стремясь развить успех, германское командование приказывает 2-й армии захватить Амьен. Однако в этот день инициатива переходит в руки союзников. Был назначен единый командующий союзными войсками генерал Фош, который предпринял энергичные действия, направив в район Амьена большие резервы и начав замену измученных английских войск французскими. 27 марта и 28 марта все атаки германских войск оказались безрезультатными.
После окончания войны армия расформирована.

## Командующие
- Карл фон Бюлов (1914-март 1915)
- Фриц фон Белов (1915—1916)
- Георг фон дер Марвиц (1916—1918)
- Адольф фон Карловиц (сентябрь — ноябрь 1918)